# Frashër
Frashër est une commune du district de Përmet, dans la préfecture de Gjirokastër, dans le sud de l’Albanie. En 2001, Frashër comptait 817 habitants.
La ville de Frashër est le lieu de naissance des frères Frashëri : Sami Frashëri, Naim Frashëri et Abdyl Frashëri.

## Personnes célèbres nées à Frashër
- Naim Frashëri, poète albanais.
- Abdyl Frashëri, homme politique.
- Sami Frashëri, écrivain albanais.
- Mihal Zallari, président de l'assemblée de l'Albanie, historien et journaliste.